# Haines (film)
Pour les articles homonymes, voir Haines.
Pour plus de détails, voir Fiche technique et Distribution.
Haines (titre original : The Lawless) est un film américain réalisé par Joseph Losey et sorti en 1950.

## Synopsis
À Santa Maria, petite ville américaine, une population d'ouvriers agricoles mexicains s'entasse dans un quartier périphérique. La vie semble calme. Un soir, pourtant, une bagarre éclate au cours d'un bal : cinq jeunes américains des quartiers riches prennent à partie des adolescents d'origine mexicaine. L'un d'eux, Paul Rodriguez, assomme durant l'échauffourée un policier et prend la fuite. Récupéré, il passe en jugement. Ed Ferguson, le père de l'un des jeunes américains, acquitte les amendes des cinq agresseurs. Alertés, deux journalistes, Larry Wilder et Sunny Garcia viennent enquêter sur place... Plus tard, Rodriguez est mêlé à un accident de la circulation dans lequel un policier trouve la mort. L'adolescent mexicain prend de nouveau la fuite. On l'accuse également d'avoir brutalisé une jeune fille et d'avoir menacé d'une fourche un fermier... Soupçonné de meurtre et de viol, Rodriguez est pris en chasse par des habitants de la ville. Le journaliste Larry Wilder le sauve in extremis. Encouragé par Sunny Garcia, Wilder ouvre dans son journal une souscription pour assurer la défense du jeune Mexicain. Ivres de colère, des citoyens de Santa Maria, incapables de pénétrer dans la prison où se trouve Paul Rodriguez, saccagent les locaux du journal de Wilder...

## Fiche technique
- Titre du film : Haines
- Titre original : The Lawless (titre américain alternatif : Outrage)
- Réalisation : Joseph Losey
- Scénario : Geoffrey Homes d'après son roman The Voice of Stephen Wilder
- Photographie : Roy Hunt - noir et blanc, format : 1,37:1
- Cadreur : Robert B. Hauser
- Direction artistique : Lewis H. Creber
- Son : monophonique
- Musique : Mahlon Merrick
- Décors : Alfred Kegerris
- Costumes : Rosemary Odell
- Montage : Howard Smith
- Assistant réalisateur : Howard Pine
- Production : Paramount (William H. Pine, William C. Thomas)
- Durée : 83 minutes
- Lieu de tournage : Marysville et Grass Valley, Californie.
- Pays d'origine :  États-Unis
- Genre : Drame psychologique
- Dates de sortie :
  - États-Unis : 1er juin 1950
  - France : 18 avril 1952

## Distribution
- Macdonald Carey : Larry Wilder
- Gail Russell : Sunny Garcia
- John Sands : Joe Ferguson
- Lee Patrick : Jan Dawson
- John Hoyt : Ed Ferguson
- Lalo Rios : Paul Rodriguez
- Maurice Jara : Lopo Chavez
- Walter Reed : Jim Wilson
- Argentina Brunetti : Mme Rodriguez
- Paul Harvey : Blake, le chef de la police
- Ian MacDonald : Al Peters
- Guy Anderson : Jonas Creel
- William Edmunds : M. Jensen
- Gloria Winters : Mildred Jensen
- Tab Hunter (dont c'est la première apparition dans un film) : Frank O'Brien

## Commentaire
- Deuxième long métrage de Joseph Losey, Haines paraît être le versant réaliste du Garçon aux cheveux verts (1948), fable allégorique condamnant l'intolérance.
- Tourné en 21 jours dans un contexte conflictuel, notamment avec le directeur de production, Haines constitua, néanmoins, pour Joseph Losey, une expérience de fructueuse collaboration et d'apprentissage du métier auprès de Daniel Mainwaring, le scénariste, et de l'opérateur Roy Hunt.
- Associé parfois au genre du film noir, Haines est, en réalité, la description de l'atmosphère d'une ville de province américaine « qui pourrait être idyllique, voire paradisiaque, si elle n'était pas empoisonnée par la discrimination raciale, les préjugés et l'obscène violence. » (Jacques Lourcelles)
- C'est, aussi, et surtout, la mise en perspective du comportement et de l'évolution de trois protagonistes - le journaliste Larry Wilder, sa collègue Sunny Garcia, incarnée par Gail Russell, et le jeune Paul Rodriguez - qui, au contact les uns des autres, apprennent à se connaître et à progresser ainsi « vers les pôles positifs de l'amitié, de l'esprit de justice et de l'amour. » Au sein d'un univers chargé d'antagonismes raciaux et sociaux, Joseph Losey « fait vivre ces trois personnages, éclairés d'une douce lumière humaniste. » (J. Lourcelles, in: Dictionnaire du cinéma. Les films. Robert Laffont)

## Joseph Losey et ses interprètes
- Concernant la distribution artistique, Losey nous dit : « J'avais de très bons interprètes dont j'avais choisi une bonne partie au théâtre. (...) Macdonald Carey, très professionnel, mais dans son métier l'un des hommes les plus conciliants, les plus généreux, les plus prévenants avec qui j'aie jamais travaillé. Quant à Gail Russell, elle ne voulait pas être actrice (...) ; elle venait d'une famille modeste. Si elle est morte d'alcoolisme, c'est à cause de cette terreur de jouer qui la possédait, alors qu'elle avait l'étoffe d'une grande star. Mon expérience avec cette femme a été des plus tragiques. Elle avait, je crois, les yeux les plus beaux que j'aie jamais vus, les plus émouvants. Et une sensibilité extrême, avec une ignorance complète. (...) Je pense qu'elle a souvent été bonne, mais j'ai dû filmer de façon à cacher son ébriété (...). Ce film rassemblait donc la star malgré elle, l'acteur professionnel de Broadway (...), et les parfaits amateurs, les Mexicains. C'était une combinaison tout à fait remarquable. » (in: Kazan-Losey : Entretiens avec Michel Ciment, Éditions Stock, 2009).